# Igal Koifman
Igal Koifman (Russisch: Игаль Койфман) (Bender, 6 januari 1974) is een voormalige Sovjet- en huidige Israëlische Internationaal Grootmeester dammen. 
Hij emigreerde in 1990 naar Israël waarvoor hij van 2004 tot 2008  diplomatieke dienst vervulde  op  de ambassade in Wit-Rusland.
Koifman werd in 1987 op  13-jarige leeftijd jeugdwereldkampioen en prolongeerde die titel in de daaropvolgende drie jaren. 
Bij zijn twee deelnames aan het WK voor aspiranten (in 1988 en 1989) veroverde hij beide keren de titel. 
Hij nam 3x deel an de cyclus om de wereldtitel met als beste prestatie de 2e plaats in het kandidatentoernooi 1997 in Stadskanaal. 
Bij zijn eenmalige deelname aan het Europees kampioenschap in 
1992 behaalde hij de 5e plaats. 
Hij won in 2008 en 2009 met Damclub Schiedam het Nederlands kampioenschap voor teams. 

## Deelname aan internationale titeltoernooien

### Wereldkampioenschap aspiranten
| Jaar | Locatie   | Klassering | Score | W-R-V |
| ---- | --------- | ---------- | ----- | ----- |
| 1988 | Parthenay | Goud       | 8-13  | 5-3-0 |
| 1989 | Parthenay | Goud       | 8-13  | 5-3-0 |

### Wereldkampioenschap junioren
| Jaar | Locatie   | Klassering | Score | W-R-V |
| ---- | --------- | ---------- | ----- | ----- |
| 1987 | Mori      | Goud       | 10-14 | 4-6-0 |
| 1988 | Granville | Goud       | 8-14  | 6-2-0 |
| 1989 | Tallinn   | Goud       | 10-15 | 5-5-0 |
| 1990 | Rotterdam | Goud       | 9-16  | 7-2-0 |

### Europees kampioenschap
| Jaar | Locatie   | Klassering | Score | W-R-V  |
| ---- | --------- | ---------- | ----- | ------ |
| 1992 | Parthenay | 5          | 19-27 | 8-11-0 |

### Wereldkampioenschap
| Jaar | Locatie     | Klassering      | Score | W-R-V  |
| ---- | ----------- | --------------- | ----- | ------ |
| 1992 | Toulon      | 7               | 23-29 | 7-15-1 |
| 1997 | Stadskanaal | 2 in kand. trn. | 7-9   | 2-5-0  |
| 2003 | Zwartsluis  | 12              | 19-19 | 1-17-1 |